# ブラジル交響楽団
ブラジル交響楽団（ブラジルこうきょうがくだん、ポルトガル語: Orquestra Sinfônica Brasileira、略称:OSB）は、ブラジルのリオデジャネイロ州リオデジャネイロに本拠を置くオーケストラ。

## 概要
1940年、ホセ・シケイラの主導により設立、初代芸術監督オイゲン・ゼンカーの指揮によりリオデジャネイロの市立劇場で最初のコンサートが開催された。
以来、80年以上にわたり途切れることなく活動を続け、5,000回以上のコンサートを開催してきた。
1948年には冷戦の政治情勢により、オイゲン・ゼンカーが解任され、1952年からエレアザール・デ・カルヴァーリョが芸術監督に就任し、現代音楽に注力する他、ヨーロッパから音楽家を招聘した。1957年には財政難に直面し、連邦政府の介入を招いた。

1967年に、楽団とその関連芸術団体の活動を管理・維持するため、ブラジル交響楽団財団(私設非営利団体)が設立された。

1969年からイサーク・カラブチェフスキーが芸術監督を26年間にわたり務め、楽団の安定と芸術的成長をもたらした。
2001年、アメリカ ニューヨークのセントラル・パークやリンカーン・センターで公演を行った。また、国内ではロック・イン・リオでの演奏及び北部と北東部で野外コンサートツアーを開催し、伝統的なクラシック音楽の枠を超えて、多様な聴衆を巻き込む取り組みを行っている。

2006年と2011年には、楽団は内部危機に直面し、楽団員の解雇や公的な抗議活動が発生したこともあった。

2020年には、楽団80周年記念事業を予定していたが、COVID-19パンデミックが発生したため、記念活動をデジタル形式に移行するという革新性を示した。これにより、オンラインコンサートやコンテンツを通じて観客との継続的な交流を行った。
これまでに、バーンスタイン、メータ、マズアなどが指揮者として客演し、ルービンシュタイン、アルゲリッチ、ロストロポーヴィチなどが独奏者として共演している。

## 歴代芸術監督
- オイゲン・ゼンカー（1940年–1948年）
- ランベルト・バルディ (1949年–1951年)
- エレアザール・デ・カルヴァーリョ (1952年–1957年、1960年–1962年)
- アルチェオ・ボッキーノ (1963年–1965年)
- エレアザール・デ・カルヴァーリョ (1966年–1969年)
- イサーク・カラブチェフスキー（1969年–1994年）
- ロベルト ティビリサ (1995年–1997年)
- エルハム・シャロフスキー（1998年–2004年）
- ロベルト・ミンチュク（2005年–2011年）
- パブロ・カステラール、フェルナンド・ビクド (2011年–2012年)
- パブロ・カステラール (2012年– )